# Ignacio Montes de Oca y Obregón

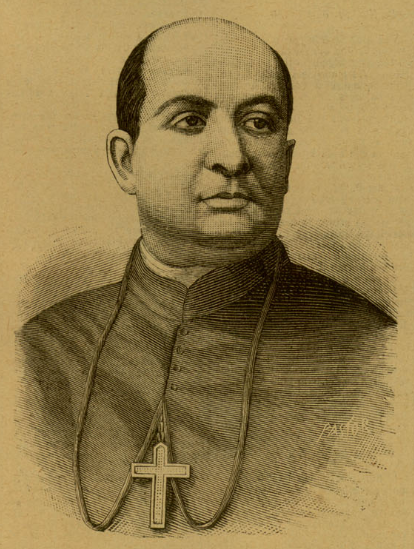
Ignacio Montes de Oca y Obregón, 1888

Ignacio Montes de Oca y Obregón (mit vollem Namen José María Ignacio Montes de Oca y Obregón, * 26. Juni 1840 in Guanajuato; † 19. August 1921) war ein mexikanischer Geistlicher und römisch-katholischer Bischof von San Luis Potosí.

## Leben
Ignacio Montes de Oca y Obregón studierte von 1860 bis 1863 Theologie an der Gregoriana in Rom. Am 28. Februar 1863 empfing er das Sakrament der Priesterweihe.
Am 6. März 1871 ernannte ihn Papst Pius IX. zum Bischof von Ciudad Victoria-Tamaulipas. Papst Pius IX. spendete ihm am 12. März desselben Jahres die Bischofsweihe. Am 8. Juni 1871 fand die Amtseinführung statt. Papst Leo XIII. ernannte ihn am 19. September 1879 zum Bischof von Linares o Nuevo León. Die Amtseinführung erfolgte am 2. Juni 1880. Am 13. November 1884 ernannte ihn Leo XIII. zum Bischof von San Luis Potosí. Die Amtseinführung fand am 14. Februar 1885 statt.
Am 7. Mai 1920 ernannte ihn Papst Benedikt XV. zum Titularerzbischof von Caesarea Ponti.